# ベッドタイムアイズ
『ベッドタイムアイズ』は、山田詠美の小説。1985年に文藝賞を受賞した、山田の小説家デビュー作。1987年に神代辰巳監督により映画化された。

## あらすじ
売れないクラブ歌手のキムは、横須賀の米軍基地を脱走した黒人米兵のスプーンをアパートに受け入れて、同棲生活を送るようになる。

## 映画
映画は、1987年に公開された。その後、VHS・LDでソフト化されているが、2021年12月現在、未だDVD化はされていない。

### スタッフ
- 原作 - 山田詠美
- 脚本 - 岸田理生
- 監督 - 神代辰巳
- 撮影 - 川上皓市
- 編集 - 菊池純一
- 音楽 - マンハッタン・ジャズ・クインテット
  - サウンド・トラック「ベッドタイムアイズ」（キングレコード、K32Y-6169）
    1. ベッドタイムアイズのテーマ／Theme From Bed Time Eyes（演奏：マンハッタン・ジャズ・クインテット）
    2. ラブ・フォー・セイル／Love For Sale（歌：樋口可南子）
    3. バラード／Ballad（演奏：デビッド・マシューズ・トリオ）
    4. ベッドタイムアイズのテーマ／Theme From Bed Time Eyes（演奏：デビッド・マシューズ・ストリングス・オーケストラ）
    5. ラブ・フォー・セイル／Love For Sale（演奏：マンハッタン・ジャズ・クインテット）
    6. スプーン・カム・バック／Spoon Comes Back（演奏：デビッド・マシューズ・オーケストラ）
    7. ムード・ピース／Mood Peace（演奏：マンハッタン・ジャズ・クインテット）
    8. ベッドタイムアイズのテーマ／Theme From Bed Time Eyes（演奏：デビッド・マシューズ・オーケストラ）
- 美術 - 西村伸明
- 製作 - 静間順二、宮島秀司
- プロデュース - 伊藤秀裕

### キャスト
- 樋口可南子 - キム
- マイケル・ライト Michael Wright - スプーン
- 大楠道代 - マリア姉さん
- 奥田瑛二 - 市来櫂
- 柄本明 - 大黒
- 竹中直人 - 柳（華僑）
- 常田富士男 - 年老いた漁師
- ジェームス・ノーウッド - ウィスパー
- メルビン・エイアーズ - フアッツ
- 田中こずえ - 漁師の女
- 志賀圭二郎 - 宮下
- 松田章生 - 運送屋
- 佐藤英、須藤正裕 - 警視庁外事課
- 天田益男 - 酔っ払い
- 山本理絵 - 花売り
- マイケル・コールマン - チムニー
- デンプシー・レオナルド - チキート

### ソフト
| 発売日        | レーベル   | 規格 | 規格品番   |
| ------------- | ---------- | ---- | ---------- |
| 1995年6月21日 | アポロン   | VHS  | APVA-5007  |
|               | パイオニア | LD   | SF068-5192 |